# Calor-Celsius
Calor-Celsius AB var ett svenskt företag inom VVS- och industriinstallationsbranschen.
Calor-Celsius hade sitt ursprung i H. Anderssons vattenledningsaffär som startades 1898 i Umeå och fram till andra världskriget expanderade kraftigt i Norrland.  År 1952 blev Jan Backmark verkställande direktör i detta bolag, en post som han sedan 1949 hade i AB Calor & Sjögren i Stockholm, ett företag som startats 1902 av Johan Albert Rydh. Under samma ledning kom även AB Karlstads Svetsindustri (1953), AB P.A. Sjögren (1959) och Oljeeldnings AB Carat (1960). I mitten av 1960-talet blev koncernen Sveriges största företag inom industriinstallationer och i slutet av samma decennium startades även verksamhet i utlandet. År 1970 antogs Calor-Celsius AB som nytt namn för Calor & Sjögren, Celsius-bolagen, P.A. Sjögren, Karlstads Svetsindustri, Holmberg & Ohlsson i Trelleborg och Herbert Dahl i Helsingborg, medan de i likaledes i koncernen ingående företagen Anderssons Värme, Centralsug i Stockholm och Elektro-Ek i Malmö ej berördes av namnbytet. I december 1975 förvärvades Calor-Celsius av AB Götaverken, och kom därmed sedermera att ingå i det statliga Svenska Varv AB. 
År 1989, då Calor-Celsius AB var den största enheten inom Celsius Industrier AB, ingick i koncernen bland annat Calor VVS AB (1 700 anställda), Calor-Vanadis AB (industrirörinstallationer, 900 anställda) och dotterbolaget Ludvigsen & Hermann A/S (Danmarks största rörföretag med 800 anställda).. År 1992 köptes Calor av Jan Andersson, Håkan Östlund och Egon Åding. Företaget skildes då från det militärt inriktade Celsius AB. År 2000 köptes Calor av finländska YIT.